# Campionati mondiali di sollevamento pesi 2023 - 87 kg femminile
Le gare di sollevamento pesi della categoria fino a 87 kg femminile — pesi massimi — dei campionati mondiali del 2023 si sono svolte il 15 settembre 2023 a Riad presso la Green Hall del Prince Faisal bin Fahad Olympic Complex.

## Programma
L'orario indicato corrisponde a quello saudita (UTC+03:00)
| Data              | Orario | Evento   |
| ----------------- | ------ | -------- |
| 15 settembre 2023 | 14:30  | Gruppo B |
| 15 settembre 2023 | 19:00  | Gruppo A |

## Medagliate
Per ciascun esercizio, le prime tre classificate sono le seguenti:
| Esercizio | Oro            | Oro    | Argento      | Argento | Bronzo                | Bronzo |
| --------- | -------------- | ------ | ------------ | ------- | --------------------- | ------ |
| Strappo   | Lo Ying-yuan   | 112 kg | Jung A-ram   | 107 kg  | Anastasija Manjevs'ka | 106 kg |
| Slancio   | Solfrid Koanda | 156 kg | Yeinny Geles | 138 kg  | Jung A-ram            | 134 kg |
| Totale    | Lo Ying-yuan   | 245 kg | Yeinny Geles | 244 kg  | Jung A-ram            | 241 kg |

## Record
Prima di questa competizione, i record mondiali esistenti erano i seguenti:
| Record mondiale | Strappo | Mondiale standard | 132 kg | — | 1º novembre 2018 |
| Record mondiale | Slancio | Mondiale standard | 164 kg | — | 1º novembre 2018 |
| Record mondiale | Totale  | Mondiale standard | 294 kg | — | 1º novembre 2018 |

## Risultati
| Pos. | Atleta                         | Gr. | Peso atleta | Strappo (kg) | Strappo (kg) | Strappo (kg) | Strappo (kg) | Slancio (kg) | Slancio (kg) | Slancio (kg) | Slancio (kg) | Totale   |
| Pos. | Atleta                         | Gr. | Peso atleta | 1            | 2            | 3            | Pos.         | 1            | 2            | 3            | Pos.         | Totale   |
| ---- | ------------------------------ | --- | ----------- | ------------ | ------------ | ------------ | ------------ | ------------ | ------------ | ------------ | ------------ | -------- |
|      | Lo Ying-yuan (TPE)             | A   | 84.64       | 108          | 110          | 112          |              | 128          | 133          | 133          | 5            | 245      |
|      | Yeinny Geles (COL)             | A   | 86.17       | 106          | 106          | 106          | 4            | 130          | 134          | 138          |              | 244      |
|      | Jung A-ram (KOR)               | A   | 86.64       | 103          | 103          | 107          |              | 134          | 134          | 139          |              | 241      |
| 4    | María Fernanda Valdés (CHI)    | A   | 86.62       | 105          | 105          | 108          | 8            | 130          | 133          | 135          | 4            | 238      |
| 5    | Tat‘ev Hakobyan (ARM)          | A   | 86.66       | 105          | 105          | 108          | 6            | 128          | 132          | 136          | 6            | 237      |
| 6    | Hripsime Khurshudyan (ARM)     | A   | 86.68       | 105          | 105          | 108          | 7            | 130          | 130          | 134          | 8            | 235      |
| 7    | Rigina Adashbaeva (UZB)        | A   | 84.05       | 101          | 104          | 106          | 10           | 123          | 128          | 131          | 7            | 232      |
| 8    | Monique Lima Araújo (WRT)      | B   | 82.52       | 100          | 100          | 105          | 5            | 116          | 121          | 126          | 9            | 231      |
| 9    | Anne Vejsgaard Jensen (DNK)    | A   | 86.91       | 100          | 105          | 105          | 9            | 118          | 118          | 122          | 11           | 223      |
| 10   | Nikola Seničova (SVK)          | B   | 84.75       | 93           | 97           | 101          | 11           | 114          | 119          | 123          | 10           | 220      |
| 11   | Veronika Mitykó (HUN)          | B   | 83.35       | 94           | 94           | 94           | 12           | 106          | 111          | 114          | 12           | 208      |
| 12   | Lenka Žembová (SVK)            | B   | 85.64       | 90           | 93           | 93           | 13           | 109          | 112          | 115          | 13           | 202      |
| 13   | Ajah Pritchard-Lolo (VAN)      | B   | 86.70       | 85           | 90           | 90           | 14           | 105          | 110          | 111          | 14           | 196      |
| 14   | Eliška Šmigová (CZE)           | B   | 84.73       | 83           | 83           | 86           | 15           | 103          | 107          | 110          | 15           | 193      |
| —    | Solfrid Koanda (NOR)           | A   | 85.69       | 115          | 115          | 115          | —            | 140          | 150          | 156          |              | —        |
| —    | Anastasija Manjevs'ka (UKR)    | A   | 86.19       | 106          | 108          | 108          |              | —            | —            | —            | —            | —        |
| —    | Jessica Almeida da Silva (PRT) | B   | 86.65       | 88           | —            | —            | —            | —            | —            | —            | —            | —        |
| —    | Zeinab Sheikh (IRI)            | B   | ritirata    | ritirata     | ritirata     | ritirata     | ritirata     | ritirata     | ritirata     | ritirata     | ritirata     | ritirata |